# Vraz
Vraz je priimek več znanih Slovencev:
- Stanko Vraz (1810—1851), slovensko-hrvaški pesnik